# سالن بسکتبال لندن

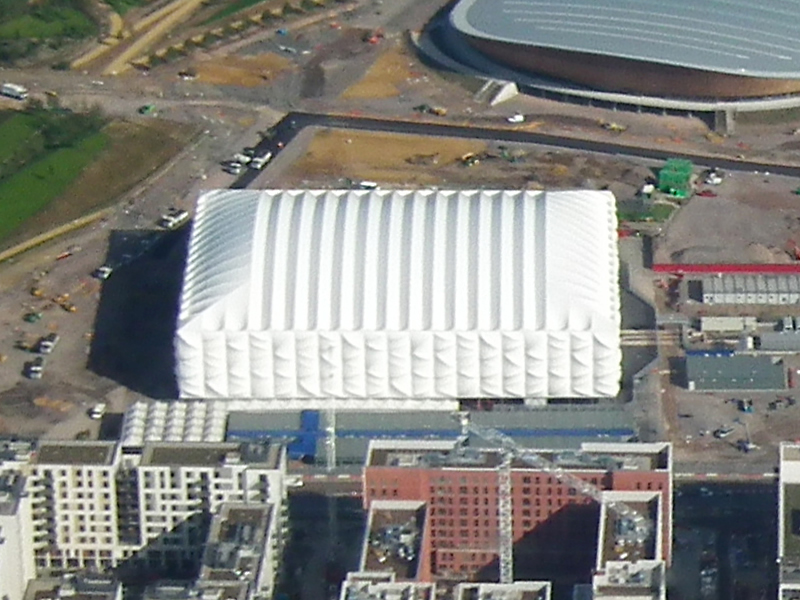
نمایی از بیرون ورزشگاه بسکتبال آرنا لندن

 سالن بسکتبال لندن  یا بسکتبال آرنا (به انگلیسی: Basketball Arena) ورزشگاهی در شهر لندن است که مخصوص مسابقات بسکتبال ساخته شده و بخشی از مجموعه المپیک پارک لندن است.
طرح ساخت این ورزشگاه مخصوص بازی‌های المپیک تابستانی ۲۰۱۲ داده شده در مدت ۱۵ ماه مراحل ساخت آن به اجرا درآمده و در ژوئن ۲۰۱۱ به پایان رسیده است.